# 絕鯊島
《絕鯊島》（英語：The Shallows）是一部於2016年上映的美國生存恐怖驚悚片，為豪梅·寇勒特-瑟拉執導。由布蕾克·萊芙莉主演。電影正式於2015年10月28日在澳大利亞的新南威爾士州開拍。哥倫比亞影業將本片定於2016年6月24日在美國上映。

## 劇情
醫科大學生南希·亞當斯剛經歷母親過世，為了緬懷母親而來到墨西哥的一座偏僻海灘，也是她母親懷上她時所拜訪的海灘。南希得到一位友好的本地居民卡洛斯的車送而蒞臨海灘，準備好衝浪用具後下水，發現還有另外兩名本地的衝浪客後加入他們。幾小時後，南希回岸上休息時得知跟她一起來度假的朋友會留在酒店裡等她，之後和妹妹克蘿伊視訊時，由於牽扯到她因母親過世而打算放棄學醫的事情，和她的父親發生爭吵，最後便掛掉電話回海裡繼續衝浪。
幾小時后，兩位衝浪者準備回家，南西準備衝最後一次浪時，注意到遠處有一隻座頭鯨屍體。她隨即順著波浪回去岸上時，一條大白鯊突然出現衝撞她的衝浪板，在她落水後咬傷她的腿。南西立即爬上座頭鯨的屍體上避難，但鯊魚便開始衝撞屍體，迫使南希忍著腿傷以最快速度，遊到附近的一座孤立的礁石上。南希利用腳踝連結衝浪板的帶子包紮腿傷，用身上的首飾作為縫傷口的針頭。因腿傷而無法冒險游回岸上，南希便孤身一人困在被鯊魚環繞的礁石上度過一夜，她注意到礁石上還停留一隻翅膀受傷的海鷗，幫牠接回脫臼的翅膀後與其作伴，並為牠起名叫「史蒂芬」。
清晨，南希注意到海灘上躺著一名醉漢，開始向他大喊求救雖然引起他的注意，但醉漢卻趁火打劫，準備搶走她留在沙灘上的財物和背包。當醉漢注意到她的衝浪板時，便丟下背包下水去拿，最後被水中的鯊魚撕成兩半。又過幾小時，南希發現昨天和她衝過浪的兩名衝浪客又回來下水，而他們倆注意到受困的南西後動身去救她，南希試圖對他們大喊水裡有鯊魚，但他們不相信有鯊魚而繼續前進。而鯊魚竄出水面吃掉其中一人，另一位衝浪客試圖爬上南希的礁石，卻也被鯊魚拖下水吃掉。而衝浪客頭上所戴的安裝GoPro攝影機的安全帽剛好浮在水面上，南西冒險下水踩著珊瑚將安全帽拿到後回礁石上，用攝影機為她的父親和妹妹錄下她的所在地點，並為以防不測而在錄像中對家人告別。
海面這時開始漲潮，南希預感礁石很快會沉在水下，於是將史蒂芬放在她的衝浪板碎片上飄回岸上，用手錶計算好鯊魚環繞礁石的時間。趁鯊魚環遊到座頭鯨屍體附近的一刻，南西下水全速遊向前方的浮標，途中經過水母群使她和鯊魚都被電傷。僥倖遊到浮標上，南希得到一把信號槍，試圖向遠方的貨船發信號，但對方船隻沒有注意到。南希便對鯊魚發射信號彈，點繞座頭鯨屍體旁的油，雖然使鯊魚遭燒傷，但沒起到多大傷害。鯊魚因此被激怒，開始發瘋似地一點一點咬爛浮標，導致固定浮標的鐵鏈即將斷裂回收，南希注意到後便緊抓住鐵鏈，在浮標徹底損毀時被鐵鏈拖至海中。鯊魚緊追她身後，南希抓準時機而在最後一刻鬆手脫離，而全速往下游的鯊魚最終被浮標錨上的數根鋼筋刺死。
後來，卡洛斯的兒子米蓋爾在海灘上玩耍時找到漂上岸的安全帽後拿回家，卡洛斯發現內容是南希而返回海灘上尋找她。而這時，奄奄一息的南希被沖至沙灘上，眼中開始浮現出她母親的幻覺，並也注意到海鷗史蒂芬也已經安全上岸，卡洛斯立即將她送醫治療。一年過後，痊癒傷勢的南希完成醫科學業，回到德克薩斯州的老家加爾維斯敦後，和她的妹妹一起重回海上衝浪。

## 演員
- 布蕾克·萊芙莉 飾 南希·亞當斯（Nancy Adams）
- 奧斯卡·傑納達（英语：Óscar Jaenada） 飾 卡洛斯（Carlos）
- 布萊特·考倫 飾 南希的父親

## 發行

### 評價
《絕鯊島》獲得了普遍好評，主要稱讚萊芙莉的精湛演出。爛番茄新鮮度78%，基於200條評論，平均分為6.5/10，Metacritic得分58。被《时代杂志》评为年度十佳影片之列。

### 票房
在美國和加拿大，電影於2016年6月24日與《ID4星際重生》、《烈火邊境》共同上映競爭，預計首映週末能從2800間戲院獲得高達1100萬至1200萬美元左右的票房。美國首映週末票房高達1670萬美元位居當週票房排名第四，口碑良好。

## 榮譽
| 獎項         | 類別                               | 得獎者        | 結果 | 參考. |
| ------------ | ---------------------------------- | ------------- | ---- | ----- |
| 青少年選擇獎 | 電影票選獎：最受年輕族群期待女演員 | 布蕾克·萊芙莉 | 提名 | [ 9 ] |

## 外部連結
- 官方网站
- 互联网电影数据库（IMDb）上《絕鯊島》的资料（英文）
- 爛番茄上《絕鯊島》的資料（英文）
- AllMovie上《絕鯊島》的资料（英文）
- Box Office Mojo上《絕鯊島》的資料（英文）
- Metacritic上《絕鯊島》的資料（英文）
- 開眼電影網上《絕鯊島》的資料（繁體中文）
- Yahoo奇摩電影上《絕鯊島》的資料（繁體中文）
- 雅虎香港電影上《絕鯊島》的資料（繁體中文）
- 豆瓣电影上《絕鯊島》的資料 （简体中文）
- 时光网上《絕鯊島》的資料（简体中文）